# Antonín Stavjaňa
Antonín Stavjaňa (né le 10 février 1963 à Gottwaldov en Tchécoslovaquie, ville aujourd'hui nommée Zlín en République tchèque) est un joueur professionnel de hockey sur glace. Il a également été international pour la Tchécoslovaquie puis pour la République tchèque.Après sa carrière de joueur, il devient entraîneur de hockey sur glace.

## Carrière

### Carrière en club
Il commence sa carrière professionnelle avec le club du HC Dukla Trenčín dans le championnat de Tchécoslovaquie en 1981. Il va y jouer jusqu'en 1986-87, où il passe la saison avec le club de sa ville natale le TJ Gottwaldov. Au cours de l'été 1986, il est choisi lors du repêchage d'entrée dans la Ligue nationale de hockey par les Flames de Calgary en tant que 247e choix, au cours de la douzième ronde. Il remporte dès sa première saison avec sa ville le titre de meilleur défenseur de la saison. Il est également élu dans l'équipe type de la saison. Il n'y reste qu'une saison de plus avant de retourner avec l'équipe de Trenčín pour une saison.
En 1989, il retourne jouer pour sa ville natale qui vient alors de reprendre son premier nom : Zlín. Il intègre ainsi l'effectif du TJ Zlín mais encore une fois n'y reste qu'une saison. Il décide alors de quitter son pays pour rejoindre les championnats étranger. Il commence par jouer deux saisons avec le Jokipojat Joensuu en Finlande puis deux nouvelles saisons avec le HV 71 en Suède.
Il fait son retour dans son pays pour la saison 1994-95. Entre-temps, la Tchécoslovaquie a donné naissance à la Slovaquie et à la Tchéquie. Il joue ainsi dans le club du HC Vsetín qui vient juste d'accéder à l'élite et va remporter immédiatement le titre de champion de l'Extraliga. Encore une fois, Stavjaňa est élu meilleur défenseur de la saison et la grande majorité des titres de meilleurs joueurs de la saison sont des joueurs du club. Il va remporter un nouveau titre en 1995-96 puis en 1996-97 aux côtés de Roman Čechmánek. En 1996-97, il est une nouvelle fois cité comme meilleur défenseur de la saison et dans l'équipe type de la saison,. Il fait sa dernière saison en tant que joueur en 1997-98 et remporte une nouvelle fois le prix du championnat.

### Carrière internationale
Il va être sélectionné pour la première fois avec l'équipe nationale de Tchécoslovaquie en 1981 lors du championnat d'Europe junior et il remporte alors sa première médaille, une médaille d'argent. Il est alors élu meilleur défenseur du tournoi. Entre 1981 et 1990, il va représenter régulièrement son pays lors des différentes compétitions séniors remportant une médaille d'or lors du championnat du monde 1985 ainsi que plusieurs médailles de bronze.
À la suite de la partition de la Tchécoslovaquie, la République tchèque se dote d'une équipe nationale masculine de hockey pour participer aux différentes compétitions internationales. Les premiers matchs joués sont ceux du tournoi international de Suède nommé Sweden Hockey Games. L'équipe finit alors la seconde place derrière la Suède, hôte du tournoi. Antonín Stavjaňa termine meilleur défenseur de la compétition. Il joue ses dernières sélections avec la République tchèque en 1996 et est également sélectionné pour le championnat du monde 1996. Il met fin à sa carrière internationale avec 67 sélections et 7 buts inscrits et gagne une nouvelle médaille d'or.

### Carrière d'entraîneur
À la suite de sa carrière de joueur, il passe derrière le banc du HC Zlín avec Zdeněk Venera et il permet à son équipe d'atteindre la finale de l'Extraliga. Ironiquement, sa nouvelle équipe va tomber et perdre contre son ancienne. Il rejoint alors HC Oceláři Třinec pour une saison avant de retourner avec Zlín pour la première partie de 2002-03. Il va ensuite passer un temps derrière le banc de son ancien club, Vsetín et en 2005-06, il rejoint le championnat slovaque en signant pour le club du HK Nitra. Il mène son équipe à la première place de la saison régulière. À la surprises générale, il est renvoyé au cours des demi-finales des séries par le président Ján Plandora et il rejoint alors le HC Dukla Trenčín pour un contrat d'un an avec option. Il est ainsi aujourd'hui entraîneur de sa première équipe professionnelle le HC Dukla Trenčín.

## Vie personnelle
Antonín Stavjaňa est marié à Nataša et ensemble ils ont eu un fils Aleš en 1989 et une fille Zuzana en 1992.

## Statistiques

### Statistiques en club
| Saison  | Équipe            | Ligue         |    | Saison régulière | Saison régulière | Saison régulière | Saison régulière | Saison régulière |   | Séries éliminatoires | Séries éliminatoires | Séries éliminatoires | Séries éliminatoires | Séries éliminatoires |
| Saison  | Équipe            | Ligue         | PJ | B                | A                | Pts              | Pun              | PJ               | B | A                    | Pts                  | Pun                  |                      |                      |
| 1981-82 | HC Dukla Trenčín  | 1. liga       |    |                  |                  |                  |                  |                  |   |                      |                      |                      |                      |                      |
| 1982-83 | HC Dukla Trenčín  | 1. liga       |    |                  |                  |                  |                  |                  |   |                      |                      |                      |                      |                      |
| 1983-84 | HC Dukla Trenčín  | 1. liga       |    |                  |                  |                  |                  |                  |   |                      |                      |                      |                      |                      |
| 1984-85 | HC Dukla Trenčín  | 1. liga       |    |                  |                  |                  |                  |                  |   |                      |                      |                      |                      |                      |
| 1985-86 | HC Dukla Trenčín  | 1. liga       |    |                  |                  |                  |                  |                  |   |                      |                      |                      |                      |                      |
| 1986-87 | TJ Gottwaldov     | 1. liga       | 40 | 12               | 9                | 21               | 10               |                  |   |                      |                      |                      |                      |                      |
| 1987-88 | TJ Gottwaldov     | 1. liga       |    |                  |                  |                  |                  |                  |   |                      |                      |                      |                      |                      |
| 1988-89 | HC Dukla Trenčín  | 1. liga       |    |                  |                  |                  |                  |                  |   |                      |                      |                      |                      |                      |
| 1989-90 | TJ Gottwaldov     | 1. liga       | 46 | 7                | 14               | 21               |                  |                  |   |                      |                      |                      |                      |                      |
| 1990-91 | Jokipojat Joensuu | I divisioona  | 42 | 13               | 35               | 48               | 10               |                  |   |                      |                      |                      |                      |                      |
| 1991-92 | Jokipojat Joensuu | SM-Liiga      | 44 | 9                | 11               | 20               | 24               |                  |   |                      |                      |                      |                      |                      |
| 1991-92 | Jokipojat Joensuu | Liigakarsinta | 5  | 0                | 2                | 2                | 2                |                  |   |                      |                      |                      |                      |                      |
| 1992-93 | HV 71             | Elitserien    | 39 | 2                | 11               | 13               | 14               |                  |   |                      |                      |                      |                      |                      |
| 1993-94 | HV 71             | Elitserien    | 39 | 4                | 13               | 17               | 20               |                  |   |                      |                      |                      |                      |                      |
| 1994-95 | HC Vsetín         | Extraliga     | 52 | 5                | 19               | 24               |                  |                  |   |                      |                      |                      |                      |                      |
| 1995-96 | HC Vsetín         | Extraliga     | 34 | 8                | 19               | 27               | 14               | 13               | 2 | 2                    | 4                    | 0                    |                      |                      |
| 1996-97 | HC Vsetín         | Extraliga     | 44 | 9                | 9                | 18               | 10               | 10               | 0 | 5                    | 5                    | 2                    |                      |                      |
| 1997-98 | HC Vsetín         | LEH           | 4  | 0                | 2                | 2                | 0                | 4                | 0 | 2                    | 2                    | 0                    |                      |                      |
| 1997-98 | HC Vsetín         | Extraliga     | 44 | 6                | 6                | 12               | 24               | 10               | 0 | 4                    | 4                    | 10                   |                      |                      |

### Statistiques en équipe nationale
| Année | Équipe             | Compétition                 |    | PJ | B | A | Pts | Pun                    |  | Résultats |
| 1981  | Tchécoslovaquie    | Championnat d'Europe junior |    |    |   |   |     | Médaille d'argent      |  |           |
| 1985  | Tchécoslovaquie    | Championnat du monde        |    |    |   |   |     | Médaille d'or          |  |           |
| 1986  | Tchécoslovaquie    | Championnat du monde        |    |    |   |   |     | 5e place               |  |           |
| 1987  | Tchécoslovaquie    | Championnat du monde        | 9  | 1  | 1 | 2 | 8   | Médaille de bronze     |  |           |
| 1987  | Tchécoslovaquie    | Coupe Canada                | 6  | 0  | 1 | 1 | 2   | Défaite en demi-finale |  |           |
| 1988  | Tchécoslovaquie    | Jeux olympiques d'hiver     | 8  | 4  | 5 | 9 | 4   | 6e place               |  |           |
| 1989  | Tchécoslovaquie    | Championnat du monde        | 10 | 1  | 3 | 4 | 2   | Médaille de bronze     |  |           |
| 1990  | Tchécoslovaquie    | Championnat du monde        | 9  | 0  | 1 | 1 | 4   | Médaille de bronze     |  |           |
| 1993  | République tchèque | Championnat du monde        | 8  | 0  | 1 | 1 | 4   | Médaille de bronze     |  |           |
| 1994  | République tchèque | Jeux olympiques d'hiver     | 8  | 0  | 0 | 0 | 2   | 7e place               |  |           |
| 1995  | République tchèque | Championnat du monde        | 7  | 1  | 0 | 1 | 8   | 4e place               |  |           |
| 1996  | République tchèque | Championnat du monde        | 8  | 1  | 2 | 3 | 0   | Médaille d'or          |  |           |